# Джованна Савойська
Джованна Савойська (італ. Giovanna di Savoia) або Джованна Італійська, повне ім'я Джованна Єлизавета Антонія Романа Марія (італ. Giovanna Elisabetta Antonia Romana Maria), відома в Болгарії як Йоанна Савойська (болг. Йоанна Савойска) та Йоанна Болгарська (болг. Йоанна Българска), 13 листопада 1907 — 26 лютого 2000) — італійська принцеса з Савойської династії, донька короля Італії Віктора Емануїла III та чорногорської принцеси Єлени Петрович-Негош, дружина царя Болгарії Бориса III, матір царя Симеона II.

## Біографія

### Дитинство та юність
Джованна народилась 13 листопада 1907 року у Квіринальському палаці в Римі. Вона була четвертою дитиною та третьою донькою в родині короля Італії Віктора Емануїла III та його дружини Єлени Чорногорської. Дівчинка мала старших сестер Йоланду та Мафальду і брата Умберто. За сім років у неї з'явилась молодша сестра Марія Франческа. В сім'ї Джоанну кликали «Джо». Виросла вона на родинній віллі «Савой».

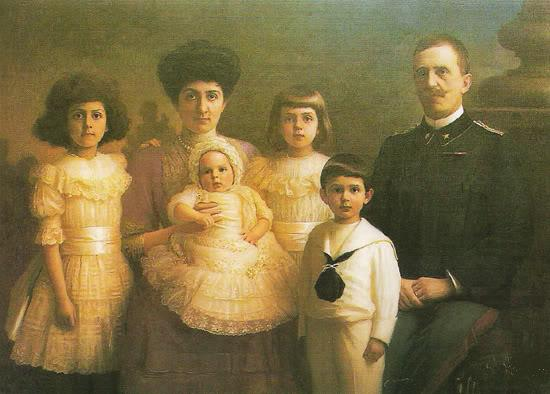
Джованна (на руках у матері) з родиною, 1908

Виховувалась у дусі християнського милосердя. З ранніх років принцеса навчалася піклуватися про бідних і хворих. У своїх мемуарах Джоанна писала, що її матір часто повторювала малечі:«Як ви вважаєте звичайним їсти і спати, так само вважайте належним постійно робити добро».
Джо отримала гарну освіту. Знала літературу, історію, латину, мистецтво, володіла французькою та англійською мовами, вміла малювати, співати, грати на фортепіано, віолончелі та фісгармонії. Її змальовували як тендітну дівчину з тонкими рисами обличчя, зелено-карими очима та проникливим поглядом.
25 вересня 1927 року вона познайомилася із царем Болгарії Борисом III. Його із батьком та молодшим братом було запрошено до королівського маєтку Сан-Росоре поблизу Пізи на обід. Зустріч відбувалася у обстановці, вільній від протоколу. У своїх мемуарах Джованна зазначатиме: «Моє перше враження було сприятливим. Мені було 20 років. Мене цікавили такі серйозні та врівноважені люди, як цар Борис». Болгарський монарх був вражений не менш за неї. Йому припало до душі почуття гумору принцеси та її вміння спілкуватися на світські теми. Вже наступного дня газети писали про взаємний інтерес молодих людей, пророкуючи майбутні романтичні відносини. Тривалий час пара не бачилася, і лише на другій зустрічі, у січні 1930 року у домі Мафальди Савойської, Борис особисто зробив Джоанні пропозицію руки та серця.
Політикум обох країн був вражений заручинами через взаємні почуття, а не політичний розрахунок. Розпочалися перемовини щодо можливості укладення шлюбу нареченої-католички та нареченого-православного. Тривали численні дискусії та дебати між італійським урядом та Ватиканом, болгарськими міністрами і навіть дипломатичними представниками іноземних держав. Тимчасово підготовка до весілля була припинена. Врешті решт, Борис отримав благословення на шлюб від голови святого синоду, митрополитів Неофіта та Стефана. Джоанна, відправивши два листа Папі Римському, дістала дозвіл Ватикану, за умови, що їхні діти виховуватимуться в католицькій вірі. Однак, письмової обіцянки щодо цього Ватикан від болгарської сторони не зажадав.
Королівський дім Італії офіційно оголосив про заручини 4 жовтня 1930 року.

### Весілля

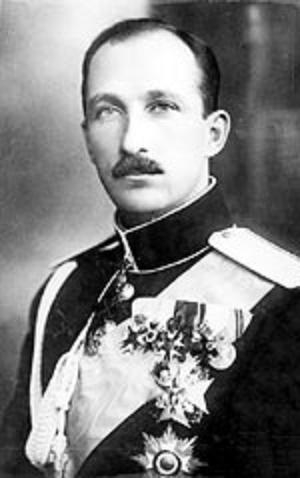
Борис III

23-річна Джованна взяла шлюб із 36-річним царем  Болгарії Борисом III. Вінчання відбулося за католицьким обрядом 25 жовтня 1930 у францисканській базилиці Сан-Франческо в Ассізі. Місце вибрала наречена, що ще у 16-річному віці, пообіцяла святому Франциску вийти заміж в Ассізі, якщо той вилікує її від тифу.
В муніципалітеті міста Борис та Джоанна підписали цивільний акт про шлюб. Свідками стали Беніто Муссоліні, який був палким прихильником цього союзу, та голова уряду Болгарії Андрій Ляпчев. На вінчанні між інших гостей були присутніми Софія Грецька із сином Павлом, Анна Баттенберг, принцеси Парми Мадлен, Ізабелла та Ядвіґа і принц Гаетано, герцог Альбрехт Вюртемберзький та інші.
Наречена була вдягнута у сукню з тонкого білого оксамиту зі шлейфом довжиною 15 метрів та вуаль старовинного мережива, маючи в руках невеликий букет помаранчевих квітів із Сицилії. Наречений був у військовій формі генерала болгарської армії із хрестом ордена Святих Кирила та Мефодія та шаблею із золотим ефесом.
Весілля стало однією з найграндіозніших та найкоментованіших подій в Європі того часу. Невеличке мистечко Ассізі було заповнене більш ніж 10000 автівок, місцеві школи були зачинені протягом десяти днів. Для іноземних журналістів була проведена додаткова телефонна лінія.
Весільний обід був даний на віллі «Констанца» в сусідньому містечку Спелло. В цей час аероплани розкидували над віллою квіти, а над всією Італією пролетіла ціла ескадрилья, поширюючи листівки, що вихваляли царя і царицю Болгарії.

### В Болгарії
Після весілля подружжя від'їхало до Болгарії. На розкішному болгарському лайнері «Цар Фердинанд I» вони відпливли із Бріндізі до Бургасу, куди дісталися 30 жовтня. Там їх вітав митрополит Іларіон, подарувавши Джованні православну ікону Спасителя, яку вона зберігала все подальше життя. В Софії подружжя зустрів лікуючий натовп. Місто було прикрашене італійськими та болгарськими прапорами. На мосту Лева у центрі столиці збудували спеціальну арку, де царя з дружиною зустрічав хлібом і сіллю народ на чолі із мером Софії Володимиром Вазовим. 
31 жовтня у храмі Олександра Невського додатково пройшла православна церемонія вінчання молодят, яку провів митрополит Неофіт. Після неї цариця використовувала болгарську форму свого імені — Йоанна. На честь королівського весілля були оголошені три дні свят та був даний 101 гарматний салют. Нескінченні процесії людей, приходили до палацу, щоб привітати царську родину.

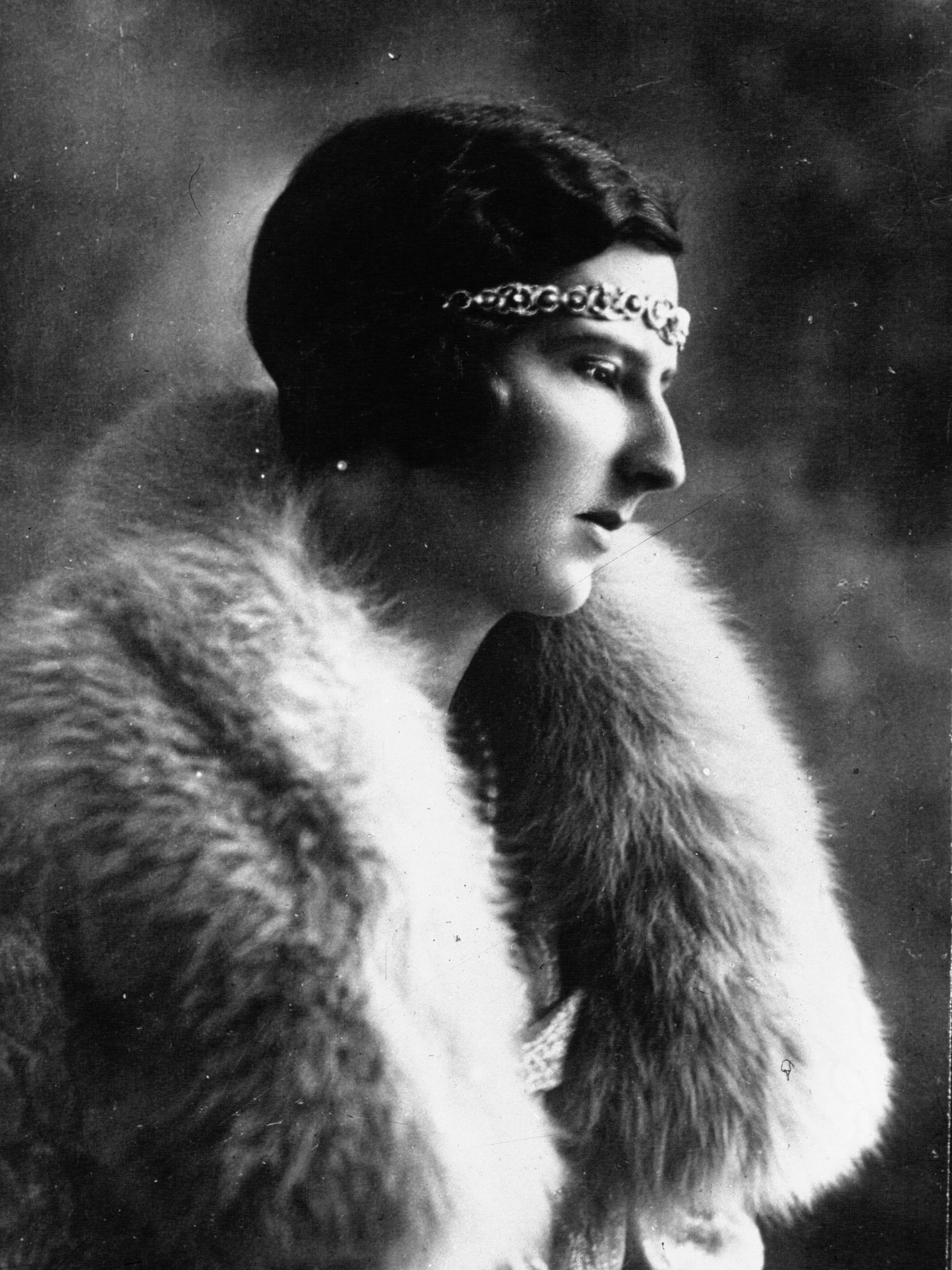
Цариця у 1932 році

Проведення православного обряду викликало конфлікт із Ватиканом, уникнути розриву вдалося завдяки особистим переговорам пари з апостольським нунцієм в Болгарії Анджело Ронкаллі.
Подружжя оселилося у царському палаці у Софії. Вони також мали палац Врана поблизу столиці та мисливський будиночок Царська Бистриця поблизу Боровця. Літні місяці проводили у Евксинограді на березі Чорного моря.
Цариця була добре прийнята народом, ймовірно через слов'янські корені матері. Вона активно займалася благодійністю, зокрема сприяла побудові лікарень та дитячих будинків. Вивчала болгарську мову та відвідувала багато селищ, де спілкувалася з місцевими жителями. Часто сиділа за одним столом з ними.
У 1936 році французька журналістка відвідала Йоанну у Софійському палаці і була вражена її скромним зовнішнім виглядом. Із прикрас цариця мала на собі лише обручку та платинове кільце зі смарагдом та двома діамантами. Вона була вдягнена у сукню з болгарської вишивкою, а її волосся «не мало й слідів завивки».
Ставши царицею, Джоанна продовжувала займатися музикою, грала на улюблених інструментах. При ній у Софії була збудована величезна концертна зала «Болгарія». Почувши на різдвяному концерті спів Бориса Христова, вона сприяла його подальшій освіті в Італії.
У царського подружжя народилося двоє дітей. Сина цариця сподівалася назвати сина Бориславом, однак, дізнавшись про народження спадкоємця, скандуючий натовп вигукував ім'я Симеон, яке і було врешті застосовано. Щоб відствяткувати цю подію, була проведена амністія для 4000 ув'язнених. Для хрещення немовляти була привезена вода з річки Йордан.
Після початку Другої Світової війни Болгарія певний час залишалася нейтральною, однак політикум схилявся до союзу з Німеччиною, і у березні 1941-го держава приєдналася до країн Осі. Однак, погляди Гітлера та царя Бориса на участь у військових діях розходилися. Так, цар відмовився депортувати євреїв, а Йоанна допомагала робити їм візи для виїзду з Європи. На початку 1943 року цар намагався здійснити переорієнтацію країни на Велику Британію та Сполучені Штати. У серпні 1943 року відбулася його особиста зустріч з Гітлером, невдовзі після якої Борис занедужав. 

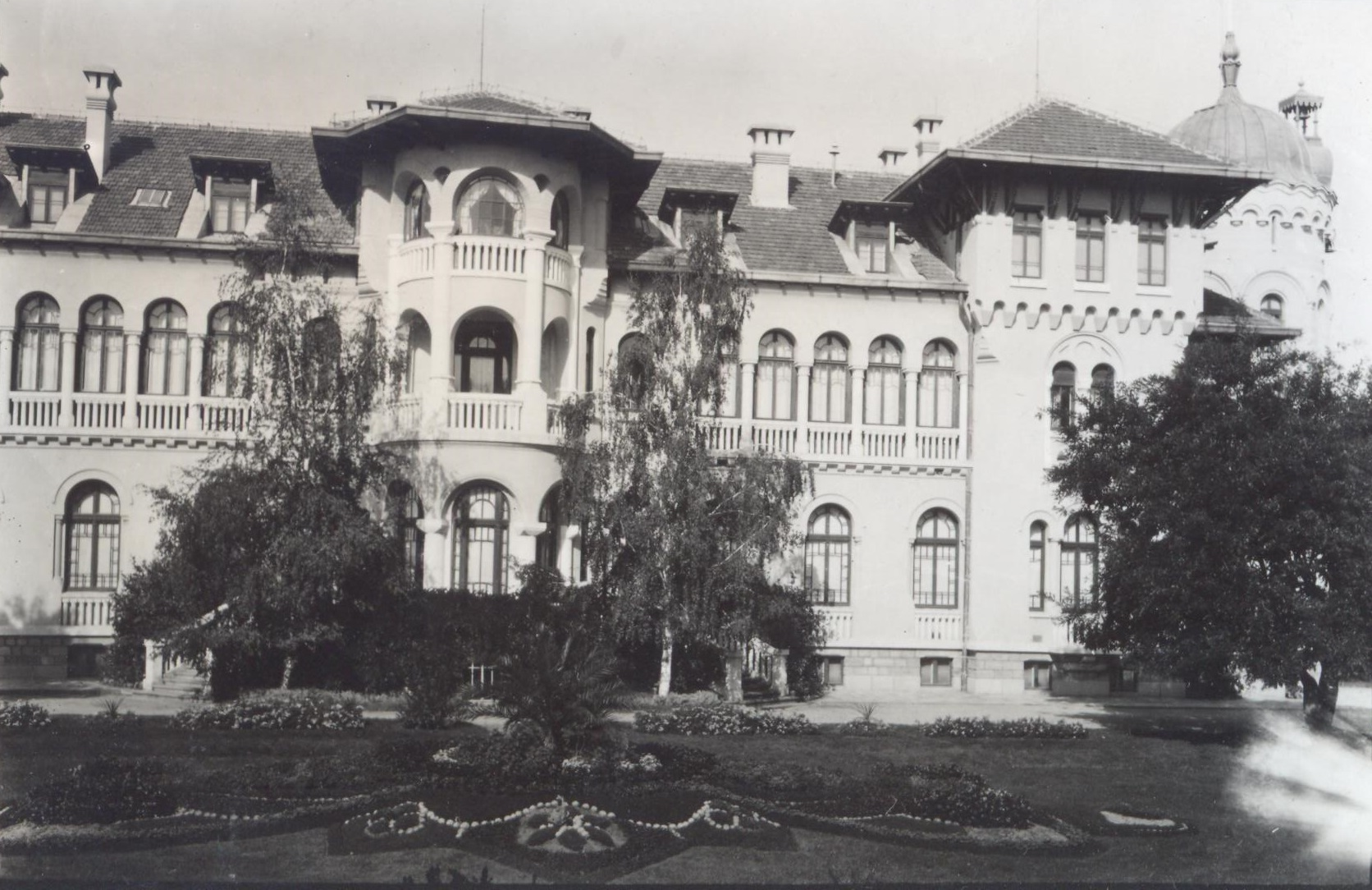
Палац Врана

В той час як родина була за містом, він повернувся до Софії у справах. 24 серпня у нього діагностували серцевий напад. Про стан здоров'я чоловіка царицю сповістили лише наступного дня. 28 серпня його не стало. Йоанна привела дітей проститися з батьком. Як писала згодом Марія Луїза: «Ми молилися. Офіцери, ад'ютанти, солдати — усі плакали, за винятком мами. Ми ніколи не бачили як вона плаче. Її хвилювання завжди залишалися прихованими від нас. Спочинок її душі давала велика віра!». Вона виступала проти розтину тіла чоловіка, хоча й була певна, що він помер неприродною смертю.
Новим царем став малолітній син Йоанни та Бориса Симеон. При ньому була затверджена регентська рада, до складу якої увійшов і Кирило Преславський. З кінця того року Болгарія часто піддавалася бомбардуванням. Були зруйновані житлові будівлі, лікарні, церкви. Цариця Йоанна безстрашно бувала у найбільш постраждалих районах, зустрічалася із постраждалими, навідувала їх у лікарнях.
У 1944 році в Болгарії стався комуністичний переворот, після чого царська родина жила під домашнім арештом у палаці Врана. У вересні 1946 року у країні, контрольованій радянськими військами, відбувся референдум, на якому більшість населення висловилася за встановлення республіки.

### Вигнання
Після референдуму царська родина мала протягом 48 годин залишити Болгарію. Вони виїхали за межі країни 16 вересня 1946 року. Їхнє майно та нерухомість були націоналізовані.
Джованна із дітьми вирушила до батьків в Єгипет, де вони оселилися в Александрії. Жила родина бідно, цариця змогла забезпечити дітям адекватні умови проживання тільки за підтримки єгипетського короля Фарука I. Після смерті Віктора Емануїла III наприкінці 1947 року фінансове становище родини покращилось, внаслідок отримання статків за його заповітом. Однак, уряд Італії забороняв Джованні повернутися на батьківщину.
У 1950 році Франсіско Франко запропонував їм політичний притулок в Іспанії, і у 1951 році сім'я переїхала до Мадриду.
На початку 1957 року донька Йоанни Марія Луїза взяла шлюб із заможним принцом Лейнінгенським, згодом вони переїхали до Торонто.
У січні 1962 одружився і син. Після весілля Симеона цариця ще півтора року мешкала в Мадриді, після чого оселилися на вілі Янтра у невеликому рибальському містечку Ештуріл, неподалік дому, де мешкав її брат Умберто.
У 1964 році цариця опублікувала мемуари. Вони вийшли в Мілані італійською мовою. Книга мала назву «Dagli splendori della reggia alle amarezze dell’esilio».
У серпні 1993 року Джованна із Марією Луїзою та Броніславом Хробоком відвідали Болгарію з нагоди 50-ліття смерті царя Бориса і були присутніми на паніхиді.
Померла Джованна у 92-річному віці 26 лютого 2000 року. До останніх днів її доглядали дві черниці з іспанського ордена «служительки Марії». Похована на францисканському цвинтарі в Ассізі.
Кажуть, що до останнього дня вона любила Болгарію і завжди називала її «мій другий дім».
Французький історик Рістельнебер сказав про царицю:
«Все її життя було прикладом простоти і гідності.»

## Шефство
Почесний шеф 10-го кавалерійського полку Королеви Йоанни (Болгарія).

## Нагороди
- Орден Святих Маврикія та Лазаря;
- Великий хрест військового ордену Мальти;
- Великий хрест Королівського ордену Франциска I;
- Великий хрест ордену «Святий Олександр» (Болгарія);
- Орден Зіркового хреста (Габсбурги);
- Великий хрест королівського ордену Терези (Віттельсбахи);
- Великий хрест королівського ордену Святого Савви (Карагеоргієвичі).

## Титули
- 13 листопада 1907—25 жовтня 1930 — Її Королівська Високість Принцеса Джованна Савойська, Принцеса Італії;
- 25 жовтня 1930—28 серпня 1943 — Її Величність Королева Йоанна Болгарська, Принцеса Італії;
- 28 серпня 1943—26 лютого 2000 — Її Величність Королева Йоанна, Королева-матір Болгарії, Принцеса Італії.

## Родина
Чоловік — Борис III, цар Болгарії
Діти:
- Марія Луїза (нар.1933) — принцеса Болгарії, принцеса Кохарі, перебуває у другому шлюбі, має чотирьох дітей;
- Симеон (нар.1937) — наступний цар Болгарії у 1943—1946 роках, прем'єр-міністр Болгарії у 2001—2005 роках, одружений з іспанською аристократкою Маргаритою Гомес-Асебо і Сехуела, має п'ятьох дітей.